# She Looks So Perfect (EP)
She Looks So Perfect es el tercer EP de la banda australiana 5 Seconds of Summer, lanzado el 21 de marzo de 2014 por Capitol. El EP incluye el sencillo "She Looks So Perfect".

## Lista de canciones
| Descarga digital |                                         |          |  |
| N.º              | Título                                  | Duración |  |
| 1.               | «She Looks So Perfect» (Vocal de Mikey) | 3:24     |  |
| 2.               | «Heartache On the Big Screen»           | 3:24     |  |
| 3.               | «The Only Reason»                       | 3:22     |  |
| 4.               | «What I Like About You»                 | 2:33     |  |

| US Tour EP |                               |                                                                 |                                     |          |  |
| N.º        | Título                        | Escritor(es)                                                    | Productor(es)                       | Duración |  |
| 1.         | «She Looks So Perfect»        | Ashton Irwin Michael Clifford Jake Sinclair                     | Jake Sinclair Eric Valentine (add.) | 3:22     |  |
| 2.         | «Heartache On the Big Screen» | Irwin Clifford Luke Hemmings Calum Hood Dan Lancaster Mike Duce | Dan Lancaster                       | 3:24     |  |
| 3.         | «The Only Reason»             | Clifford Steve Robson busbee                                    | Steve Robson                        | 3:22     |  |
| 4.         | «Disconnected»                | Hemmings Hood John Feldmann Alex Gaskarth                       | John Feldmann                       | 3:31     |  |

| Casete |                                   |          |  |
| N.º    | Título                            | Duración |  |
| 1.     | «She Looks So Perfect» (Acústica) | 3:22     |  |
| 2.     | «Wherever You Are»                | 3:25     |  |
| 3.     | «What I Like About You»           | 2:33     |  |

## Posicionamiento en listas
| Canadá         | Canadian Albums | 1 |
| Estados Unidos | Billboard 200   | 2 |

## Lanzamiento
| País           | Fecha               | Formato          | Sello   | Ref. |
| -------------- | ------------------- | ---------------- | ------- | ---- |
| Australia      | 21 de marzo de 2014 | Descarga digital | Capitol |      |
| Nueva Zelanda  | 21 de marzo de 2014 | Descarga digital | Capitol |      |
| Reino Unido    | 21 de marzo de 2014 | Descarga digital | Capitol |      |
| Estados Unidos | 1 de abril de 2014  | Descarga digital | Capitol |      |